# L'Union agricole et maritime
L'Union agricole et maritime, qui a d'abord été appelée L'Union agricole du Finistère, est un journal local d'informations générales qui a paru à Quimperlé (Finistère) de 1884 à 1942. Il a connu des orientations éditoriales différentes, selon ses propriétaires successifs. La périodicité a aussi été variable : bi-hebdoadaire, tri-hebdomadaire et hebdomadaire.

## Le journal d'un élu conservateur
Le journal L'Union agricole du Finistère, avec pour sous-titre Organe Républicain Démocratique de la région du Nord-Ouest, paraît le 1er août 1884 à l'initiative du conseiller général de Quimperlé, James Monjaret de Kerjégu, un riche propriétaire terrien et ancien diplomate résidant à Scaër. Le journal sert ses ambitions politiques, puisqu'il est élu député le 22 septembre 1889 avec une majorité de votants, et réélu quatre fois avec la même constance.
Le journal exprime donc les idées républicaines d'un catholique convaincu hostile aux lois du ministère Émile Combes limitant l'influence de l'Église catholique.
En 1893, la direction du journal est confiée à Louis Beaufrère (br), né à Quimperlé, qui poursuit sa carrière de directeur de journal à La Côte d'Armor, La République du Sud-Ouest et à La Bretagne à Paris (br). Il reste en poste après le décès de James de Kerjégu en 1908. Le journal prend ensuite son nouveau nom, L'Union agricole et maritime.

## Le journal régionaliste
En 1913, le journal est acheté par Armand Gautier, mais, après son décès, sa veuve le vend à Léon Le Berre qui avait déjà collaboré à des journaux catholiques du Morbihan. Cependant, sa première expérience journalistique commence, en 1906 et 1907, par une collaboration de deux ans avec François Jaffrennou-Taldir, son compère avec lequel il avait créé la Fédération des étudiants de Rennes, qu'il présidait, et le Gorsedd de Bretagne, où tous deux avaient une place éminente.
Devenant maître de son travail de journaliste, Léon Le Berre entend alors « vivre pleinement ses idées » en faisant un « journal spécifiquement breton ». Dans le premier éditorial intitulé « Bonne année » en breton, Léon Le Berre rassure les lecteurs en disant « qu'une évolution lente, mais sûre l'a conduit à la défense d'une République d'ordre, de tolérance mutuelle, de progrès économique et social, dont l'application peut, seule, faire le bonheur de ce pays ».
Il annonce que la langue bretonne, déjà présente épisodiquement dans les anciennes livraisons (parmi les signataires, il y eut Anatole Le Braz), sera regroupées dans des « pages bretonnes », soit dans le « breton général », soit dans celui de Vannes et que, dans un but pédagogique, la traduction française sera donnée, deux fois, une fois littéralement et une autre fois en prose littéraire. Une chronique régionale complète la touche bretonne, mais le journal reste par ailleurs conforme aux habitudes du temps, avec des rubriques sur la vie parlementaire, l'agriculture, la Marine et l'Armée et, bien sûr, d'abondantes nouvelles et brèves locales. Le nouveau sous-titre est alors : Organe Républicain Démocratique et Régionaliste de l'Ouest.
Le journal entre dans la politique locale en soutenant les républicains « modérés » contre les radicaux-socialistes, alors beaucoup trop à gauche pour ses lecteurs effrayés par l'anticléricalisme. En 1914, Corentin Guyho, « républicain démocrate », partisan du breton à l'école, l'emporte de 459 voix, mais l'élection est invalidée.
La guerre de 1914 dépeuple la rédaction, l'administration limite à deux pages chaque édition et un censeur militaire fait retirer des textes. Léon Le Berre, qui n'est pas mobilisable pour des raisons de santé, convertit son journal en feuille hebdomadaire pour donner des nouvelles aux soldats bretons du front, afin de maintenir leur moral.
Le coût des expéditions postales est alors généreusement couvert par Anatole Le Braz et Théodore Botrel. Depuis le front, l'ancien collaborateur du journal Yves Le Diberder explique : « Pourquoi nous parlons encore de la Bretagne ? », et insiste sur les sacrifices que font les soldats bretons.
La guerre terminée, L'Union agricole et maritime a à supporter la concurrence plus vive des quotidiens, mais tente d'accompagner la montée en puissance du régionalisme breton. La plume, parfois caustique, de Léon Le Berre, lui permet de lancer des campagnes de presse qu'il fait déborder des colonnes de son journal. Il attaque particulièrement le ministre, Anatole de Monzie, pour son aphorisme provocateur de 1925 : « Pour l'unité linguistique de la France, la langue bretonne doit disparaître ».
En 1928, des décrets-lois empêchent la parution d'annonces judiciaires dans les villes sans tribunaux, ce qui met en péril l'équilibre financier. À contre-cœur, Léon Le Berre vend son journal à la Presse libérale du Finistère et part à Rennes pour devenir journaliste à L'Ouest-Éclair.

## Le journal catholique
En 1942, le journal est absorbé par Le Courrier du Finistère.